# James Parkinson
James Parkinson (Shoreditch, 11 de abril de 1755 – Hoxton, 21 de dezembro de 1824) foi um farmacêutico, cirurgião inglês, geólogo, paleontólogo e ativista político. Ele é mais famoso por seu trabalho de 1817, An Essay on the Shaking Palsy, no qual foi o primeiro a descrever a "paralisia agitante", uma condição que mais tarde seria rebatizada doença de Parkinson por Jean-Martin Charcot.